# Kudoa chaetodoni
Kudoa chaetodoni is een microscopische parasiet uit de familie Kudoidae. Kudoa chaetodoni werd in 2007 beschreven door Burger, Cribb & Adlard. 